# 6. Sinfonie (Butting)
Die Sinfonie Nr. 6 op. 44 ist ein Werk des Komponisten Max Butting aus den Jahren 1945 bis 1953.

## Entstehungsgeschichte
Die 6. Sinfonie hat von allen Sinfonien Max Buttings die längste Entstehungsgeschichte. Wie auch ihre beiden Vorgängerwerke komponierte Butting sie unter dem unmittelbaren Einfluss des Zweiten Weltkrieges. Der erste Satz wurde 1945 noch vor Kriegsende fertiggestellt, die übrigen Sätze folgten im Verlauf des Jahres. Butting war jedoch mit dem Werk zunächst nicht zufrieden. In seinem 1954 verfassten Erinnerungsbuch „Musikgeschichte, die ich miterlebte“ vermerkte er dazu:
„Als ich [die Sinfonie] überlas, fand ich sie so misslungen, daß ich die Partitur zum zweiten Male schrieb. Ich hatte den Eindruck, daß die letzten Kriegsmonate zuviel Materie in mir aufgestapelt und mir zuwenig Möglichkeit zu bewußter, konzentrierter Gestaltung gelassen hatten. Da mir auch die zweite Fassung nicht gefiel, legte ich die Sinfonie fort und wendete mich anderen Werken zu.“
Erst nach der Komposition seiner siebten Sinfonie (1949) fasste Butting den Plan, sich erneut mit der gescheiterten sechsten auseinanderzusetzen. Die dritte, schließlich als gültig anerkannte Fassung des Werkes beendete er im Frühjahr 1953. An seinem 65. Geburtstag am 6. Oktober desselben Jahres konnte der Komponist der Uraufführung durch das Staatliche Sinfonie-Orchester Gotha unter Leitung von Fritz Müller beiwohnen. Er widmete die sechste Sinfonie diesem Orchester und seinem Dirigenten.

## Besetzung
2 Flöten, Piccoloflöte, 2 Oboen, Englischhorn, 2 Klarinetten in B, Altsaxophon in Es, Bassklarinette in B, 2 Fagotte, 4 Hörner in F, 3 Trompeten in C, 3 Posaunen, Kontrabasstuba, Pauken, Schlagzeug (3 Tomtoms, Kleine Trommel, Große Trommel, Becken), Violinen I und II, Bratschen, Violoncelli, Kontrabässe.

## Das Werk
Die sechste ist Buttings einzige fünfsätzige Sinfonie, wobei anzumerken ist, dass die drei kürzeren Mittelsätze direkt ineinander übergehen und als Tre Intermezzi in eine größere Abteilung zusammengefasst wurden. Somit ergibt sich eine insgesamt dreiteilige Anlage. Die Spieldauer des Werkes beträgt ungefähr 30 bis 35 Minuten. 

### 1. Abteilung
Der erste Satz (Allegro vivace e veemente) steht in Sonatenhauptsatzform und trägt dem Komponisten zufolge den (nicht in die Partitur übernommenen) Titel „Sie kommen“, ein Hinweis auf die anrückende Rote Armee, die zum Zeitpunkt seiner Entstehung vor Berlin stand. Er hat einen stürmischen, vorwärts drängenden Charakter, was durch zahlreiche Taktwechsel noch unterstrichen wird. Am Anfang des Satzes erhebt sich über einer erregten Streicherbegleitung in den Holzbläsern das rhythmisch durch scharfe Punktierungen gekennzeichnete erste Thema. Zwei weitere Themen treten hinzu, ein nachdenkliches und ein tänzerisches, beide aus dem ersten abgeleitet. Letzteres tritt im Verlauf der Exposition noch mehrmals in fast rondoartiger Weise auf. Die Durchführung stellt weniger motivische Arbeit, als kontrastierende Gegenüberstellungen des Materials in den Mittelpunkt. Das Tempo wird bald zum Allegro tosto gesteigert und schließlich mit poco piú mosso nochmals beschleunigt. Die Reprise beginnt im piano und wandelt das Material der Exposition stark ab. Kraftvoll endet der Satz schließlich in seiner Anfangstonart h-Moll.

### 2. Abteilung
In der Gestaltung des ersten der den Mittelteil der Sinfonie bildenden drei Intermezzi, einem Allegretto molto vivace, leggiero e scherzando (e-Moll, stark triolisch durchwirkter 2/4-Takt), knüpft Butting an seine früheren „Rundfunkmusiken“ an. Es ist als Parodie auf die zur Kriegszeit im Radio gesendeten harmlosen Unterhaltungsmusikprogramme gedacht. Nur durch einen von wehmütigen Melodien dominierten Mittelteil (d-Moll, 3/4-Takt), den das Altsaxophon beginnt, wird die merkwürdig heitere Stimmung unterbrochen. 
Es folgt sofort das düstere zweite Intermezzo (Andante molto sostenuto, funebre, 4/4-Takt), das den zentralen Angelpunkt des Werkes bildet. Es ist in der Stimmung einem Requiem vergleichbar. Nach dem Aufschrei zu Beginn leiten Akkorde der Trompeten und Posaunen zu einer aus jenem Anfang abgeleiteten Englischhorn-Melodie über, die im Folgenden verschiedene Instrumente durchläuft. Still wird der Satz in d-Moll von Hörnern und Streichern beschlossen. 
Der Kontrast zum dritten Intermezzo (Allegro ma non troppo, ballabile, 4/4- bzw. 2/2-Takt) könnte kaum größer sein. Hier wird die im ersten Intermezzo eingeschlagene Richtung noch verstärkt, denn es handelt sich bei diesem Satz um einen Tango, der nach dem Muster damals beliebter Schlager gestaltet ist. Er ist als Zeitbild zu verstehen, das die Sehnsucht nach Vergnügungen in der unter dem Krieg leidenden deutschen Bevölkerung porträtiert.

### 3. Abteilung
Mit „Sie sind da“ charakterisierte Butting in Anlehnung an den Kopfsatz das Finale (Allegro assai). Auch die Grundstimmung dieses Satzes ist unruhig, wiederum begegnen oft Taktwechsel. Jedoch wird nun versucht, zu einem geordneten Zustand zu gelangen. Die Form ist frei durchkomponiert. Ausgehend von einer pianissimo-Triolenbewegung in den Streichern setzen mehrmals polyphone Steigerungszüge an. Eine im Tempo verbreiterte Coda bildet schließlich den triumphalen Schlusspunkt in B-Dur.